# Raszków
Raszków (in tedesco Raschkow, dal 1939 al 1945 Raschkau) è un comune urbano-rurale polacco del distretto di Ostrów Wielkopolski, nel voivodato della Grande Polonia. Ricopre una superficie di 134,46 km² e nel 2004 contava 11 218 abitanti.

## Amministrazione

### Gemellaggi
- Palata, dal 2012